# Leistungsfähigkeitsprinzip
Das Leistungsfähigkeitsprinzip ist ein Fundamentalprinzip der Besteuerung und als solches Ausfluss des allgemeinen Gleichheitssatzes (Art. 3 Grundgesetz) im Steuerrecht Deutschlands und der Schweiz. Es besagt allgemein, dass jeder nach Maßgabe seiner individuellen ökonomischen Leistungsfähigkeit zur Finanzierung staatlicher Leistungen beitragen soll.

## Grundlagen und steuersystematische Einordnung
Als Steuergerechtigkeit wird von der herrschenden Meinung der deutschen Steuerrechtler (z. B. Standardwerk Tipke/Kruse) eine steuerliche Gleichverteilung der Lasten verstanden. Diese soll durch eine Ausrichtung der Besteuerung am Prinzip der wirtschaftlichen Leistungsfähigkeit verwirklicht werden.
Das Leistungsfähigkeitsprinzip hat damit das ältere Äquivalenzprinzip abgelöst, das heute nur noch zur Rechtfertigung der Erhebung bestimmter Steuern (z. B. der Gewerbesteuer) angeführt wird. Beim Äquivalenzprinzip wird die Steuer als Preis für die staatlichen Leistungen angesehen, so dass jeder so viel Steuern zahlen muss, wie ihm aus der Staatstätigkeit Nutzen erwächst (benefit principle) bzw. die durch ihn beanspruchten staatlichen Leistungen kosten (cost principle).
Dem Leistungsfähigkeitsprinzip folgend richtet sich die Höhe der Steuer nicht nach Äquivalenzgesichtspunkten, sondern ausschließlich nach der Frage, wie viel der einzelne Steuerpflichtige in der Lage ist, zur Staatsfinanzierung beizutragen (Leistungsfähigkeit als Fähigkeit, Steuern zahlen zu können).

## Die Konkretisierung des Leistungsfähigkeitsprinzips
Problematisch ist, dass weder der Rechtsbegriff der Steuergerechtigkeit noch der der Leistungsfähigkeit exakt definiert oder in den Steuergesetzen als Legaldefinition kodifiziert ist. Will man durch das Leistungsfähigkeitsprinzip Steuergerechtigkeit erreichen, so muss man den Begriff konkretisieren.

### Horizontale und vertikale Steuergerechtigkeit
Es wird zwischen horizontaler (zwischen Beziehern gleich hoher Einkommen) und vertikaler (zwischen Beziehern unterschiedlich hoher Einkommen) Steuergerechtigkeit unterschieden. Das Leistungsfähigkeitsprinzip befasst sich in erster Linie mit vertikaler Gerechtigkeit. Für den Vergleich von Beziehern unterschiedlich hoher Einkommen sagt das Leistungsfähigkeitsprinzip zunächst nur aus, dass gewährleistet sein muss, dass derjenige mit dem höheren Einkommen auch mehr Steuern zahlen muss. Über das Wie-viel-Mehr sagt es jedoch nichts aus.
Die vertikale Steuergerechtigkeit ist nur schwer definierbar – sie findet ihren Ausfluss zum Beispiel als eine der Begründungen für den Progressionstarif des EStG. Nach Klaus Tipke fordert das Leistungsfähigkeitsprinzip nicht unbedingt einen progressiven Tarif, er sieht hauptsächlich das Sozialstaatsprinzip als Begründung für den progressiven Tarif der Einkommensteuer. Das Bundesverfassungsgericht leitet das Erfordernis eines progressiven Tarifverlaufs aus dem Gleichheitssatz ab.

### Subjekte steuerlicher Leistungsfähigkeit
Die erste Frage, die beantwortet werden muss, ist, wer oder was alles steuerliche Leistungsfähigkeit besitzen kann.
Grundsätzlich wendet sich der Gleichheitssatz primär an natürliche Personen, über Art. 19 Abs. 3 GG aber auch an inländische juristische Personen (vor allem Kapitalgesellschaften). Über europarechtliche Diskriminierungsverbote gilt der Gleichheitssatz auch für ausländische juristische Personen. Da Unternehmen als Bezugsobjekte des Leistungsfähigkeitsprinzips aber immer letztlich von Menschen zur Erzielung von Einnahmen eingesetzt werden, ist auch das Zusammenwirken von Besteuerung auf Unternehmensebene und bei den dahinter stehenden Menschen zu beachten.

### Messung der Leistungsfähigkeit
Die Beachtung des Leistungsfähigkeitsprinzips im deutschen Steuersystem steht also vor der Frage, was der geeignete Indikator für steuerliche Leistungsfähigkeit ist. Grundsätzlich sind dazu drei Größen denkbar: Das Einkommen, das Vermögen oder der Konsum, wobei jede Steuererhebung auf alle drei Größen belastend wirkt (bei Besteuerung des Einkommens sinkt dieses, so dass weniger Vermögen aufgebaut wird und/oder weniger konsumiert werden kann). Während Tipke ausschließlich das Einkommen als Indikator für steuerliche Leistungsfähigkeit zulassen will, plädiert Rose für ein konsumbasiertes Steuersystem.
Das Einkommen ist grundsätzlich ein geeigneter Indikator für Leistungsfähigkeit. Offen bleibt dabei aber immer noch, ob das gesamte Einkommen oder das Konsumeinkommen (abzüglich Investition/Sparen) Steuermessbetrag sein soll, was alles zum Einkommen zählt und über welchen Zeitabschnitt die Messung des Einkommens erfolgen soll.
Entscheidet man sich dafür, das Einkommen als leistungsfähigkeitverschaffende Größe anzusehen, folgt daraus, dass grundsätzlich Erwerbsausgaben aus der Bemessungsgrundlage ausgeschieden werden müssen (sog. objektives Nettoprinzip), da sonst keine Einkommens-, sondern eine Einnahmenbesteuerung stattfindet. Nicht mit dem Einkommensbegriff verbunden ist dagegen das sog. subjektive Nettoprinzip. Dabei handelt es sich um eine letztlich steuerpolitische Forderung nach der Abzugsfähigkeit privater Ausgaben, die für die Lebensführung unentbehrlich sind (Grundfreibetrag, bestimmte Sonderausgaben und außergewöhnliche Belastungen).
Bei der Umsatzsteuer ist der Endverbraucher der Steuerträger, auch wenn die Steuer vom Unternehmer abgeführt wird. Umsatzsteuer und Einkommensteuer ergänzen sich, da die Umsatzsteuer den Konsum erfasst, während die Einkommensteuer das Einkommen erfasst hat. Dennoch werden Vorkehrungen getroffen, um bestimmte Leistungen aus der Umsatzsteuer herauszunehmen bzw. zu entlasten (Grundnahrungsmittel, ärztliche Leistungen etc.).

## Verstöße gegen das Leistungsfähigkeitsprinzip
Verstöße gegen das Leistungsfähigkeitsprinzip sind als Ungleichbehandlungen rechtfertigungsbedürftig. Insbesondere Lenkungsnormen werden als gerechtfertigte Verstöße gegen das Leistungsfähigkeitsprinzip angesehen. Daneben dürfen in engen Grenzen aus Praktikabilitätserwägungen auch Pauschalierungen zu kleineren Ungleichbehandlungen führen.

## Geschichte und internationaler Vergleich
Steuerliche Gerechtigkeit durch Gleichheit ist spätestens seit Adam Smith (equality of taxation) ein anerkanntes Ziel der Steuererhebung. Es findet sich in ähnlicher Form in den Verfassungen vieler Länder und bereits in der französischen Erklärung der Menschen- und Bürgerrechte aus dem Jahr 1789. Während es in der Weimarer Verfassung (Art. 134 WRV) noch enthalten war, enthält das Grundgesetz nur noch den allgemeinen Gleichheitssatz (Art. 3 GG).

## Abkehr vom Leistungsfähigkeitsprinzip
Obwohl das Leistungsfähigkeitsprinzip beinahe weltweit als Grundprinzip der Besteuerung anerkannt ist, wird es derzeit in vielen Ländern von der dualen Besteuerung (zum Beispiel durch die duale Einkommensteuer) abgelöst. Dabei werden Einkünfte aus mobilen Quellen (insbesondere Kapital) niedriger besteuert als diejenigen aus immobilen Quellen (zum Beispiel Arbeit). Begründet wird dies zumeist mit der Wettbewerbsfähigkeit des jeweils eigenen Steuerstandortes (da man die mobilen Einkommensquellen ohne die günstigere Besteuerung nicht im Land halten könne). In Deutschland findet die duale Besteuerung ab dem Jahr 2009 in Form der Abgeltungsteuer für Kapitalerträge statt.
Jedoch kann auch die duale Einkommensteuer mit dem Leistungsfähigkeitsprinzip begründet werden. Einkünfte aus Kapitalvermögen und aus Unternehmen stellen zu einem bestimmten Teil einfach einen Ausgleich für die Wertverluste des Vermögens durch Inflation dar. Diese Teile erhöhen nicht die Leistungsfähigkeit des Steuerpflichtigen, werden aber dennoch Teil der steuerlichen Bemessungsgrundlage. Durch den niedrigeren Steuersatz wird diese Ungerechtigkeit teilweise kompensiert.

## Schweiz
Das Leistungsfähigkeitsprinzip gilt ebenfalls im Steuerrecht der Schweiz.